# Maria Isabel de Borbó
Maria Isabel de Borbó   (Madrid, 6 de juliol de 1789 - Portici, 13 de setembre de 1848) era infanta d'Espanya es casà l'any 1802 en segones noces amb el seu cosí germà, el rei Francesc I de les Dues Sicílies.

## Biografia
Va néixer el 6 de juliol de 1789, pocs dies abans de l'esclat de la Revolució Francesa. Era filla de Maria Lluïsa de Borbó-Parma i del rei Carles IV d'Espanya. Maria Isabel era neta del rei Carles III d'Espanya i de la princesa Maria Amàlia de Saxònia per via paterna i per via materna era neta del duc Felip I de Parma i de la princesa Elisabet de França.

## Matrimoni
Es va casar el 1802, a l'edat de 13 anys, amb Francesc I de les Dues Sicílies, fill de Ferran I de les Dues Sicílies i de l'arxiduquessa Maria Carolina d'Àustria. Tot i que el matrimoni va tenir lloc en un moment en què les princeses es solien casar molt joves, és un rècord absolut, justificat per la necessitat d'atansar les relacions amb Espanya en un moment especialment crític per a les corts europees, en lluita amb la política expansionista de Napoleó Bonaparte. No és casualitat que les dues corts acordessin el matrimoni simultani del germà gran d'Isabel, Ferran VII, hereu del tron ibèric, amb la germana de Francesc, Maria Antònia.
Es van casar per delegació a Naples el dia 6 de juliol i es va ratificar en persona a Barcelona al final de setembre o començament d'octubre següent. Van rebre el títol de ducs de Calàbria i es van instal·lar a Nàpols. Van tenir onze fills.
- Lluïsa Carlota de Borbó-Dues Sicílies, nascuda al Palau Reial de Portici el 1804 i morta a Madrid el 1844. Es casà amb l'infant Francesc de Paula d'Espanya.

- Maria Cristina de Borbó-Dues Sicílies, nascuda a Palerm el 1806 i morta el 1878 a Le Havre. Es casà en primeres núpcies amb el rei Ferran VII d'Espanya i en segones núpcies amb Agustín Fernández Múñoz, creat duc de Riansares.

- Ferran II de les Dues Sicílies, nat a Palerm el 1810 i mort a Caserta el 1859. Es casà amb la princesa Maria Cristina de Savoia i posteriorment amb l'arxiduquessa Maria Teresa d'Àustria.

- Carles de Borbó-Dues Sicílies, nat a Palerm el 1811 i mort el 1862 a Torí. Es casà morganàticament amb Penelope Smith.

- Leopold de Borbó-Dues Sicílies, nat a Palerm el 1813 i mort el 1860 a Pisa. Es casà amb la princesa Maria de Savoia-Carignano.

- Antonieta de Borbó-Dues Sicílies, nascuda a Nàpols el 1814 i morta a Orth el 1894. Es casà amb el gran duc Leopold II de Toscana.

- Antoni de Borbó-Dues Sicílies, nascut a Palerm el 1816 i mort el 1843 a Pozzuoli.

- Maria Amàlia de Borbó-Dues Sicílies, nascuda a Pozzuoli el 1818 i morta a Madrid el 1857. Es casà amb l'infant Sebastià d'Espanya.

- Maria Carolina de Borbó-Dues Sicílies, nascuda el 1820 a Nàpols i morta el 1861 a Trieste. Es casà amb l'infant Carles d'Espanya, pretendent del carlisme.

- Teresa de Borbó-Dues Sicílies, nascuda el 1822 a Nàpols i morta el 1889 a Porto. Es casà amb l'emperador Pere II del Brasil.

- Lluís Carles de Borbó-Dues Sicílies, nascut a Nàpols el 1824 i mort l'any 1897 a París. Es casà amb Januária Maria del Brasil.

- Francesc de Borbó-Dues Sicílies, nascut a Nàpols el 1827 i morta el 1892 a París. Es casà amb l'arxiduquessa Maria Isabel d'Àustria-Toscana. Comte de Trapani.

## Reina de les Dues Sicílies
L'any 1825 l'espòs de Maria Isabel va ascendir al tron napolità a la mort de son pare Ferran I de les Dues Sicílies. Mai no va tenir qualsevol pes polític i va entrar en la crònica mundana per les seves amistançades, tolerades per son espòs. Quan va morir Francesc el 1830 Maria Isabel va esdevenir reina mare de Ferran II que tan sols tenia vint anys. En aquesta ocasió, sense que ella ho sabés, va estar al centre d'una conspiració traçada pel príncep Vincenzo Ruffo della Scaletta i per Pietro Ugo Marquès delle Favare, per nomenar-la regent. La trama fou descoberta immediatament i interrompuda pel jove rei. Poc temps després es va pronunciar clarament en contra d'un suau gir liberal, propugnat pel ministre de policia N. Intonti, pel jove sobirà. A la segona meitat dels anys trenta va palesar la relació amorosa amb un oficial austríac, el baró Pietro Orlando von Schmucker, que després d'enviduar-se el 1837 volia casarse amb Isabel. Aleshores es va organitzar el matrimoni morganàtic d'Isabel amb un jove oficial, el comte Francesco Del Balzo, que va obtenir el grau de coronel i el títol de camarlenc de la reina mare, però no va poder assistir a la cort al seu costat.

## Mort
Va morir a Naples l'any 1848 a l'edat de 59 anys.